# Takida

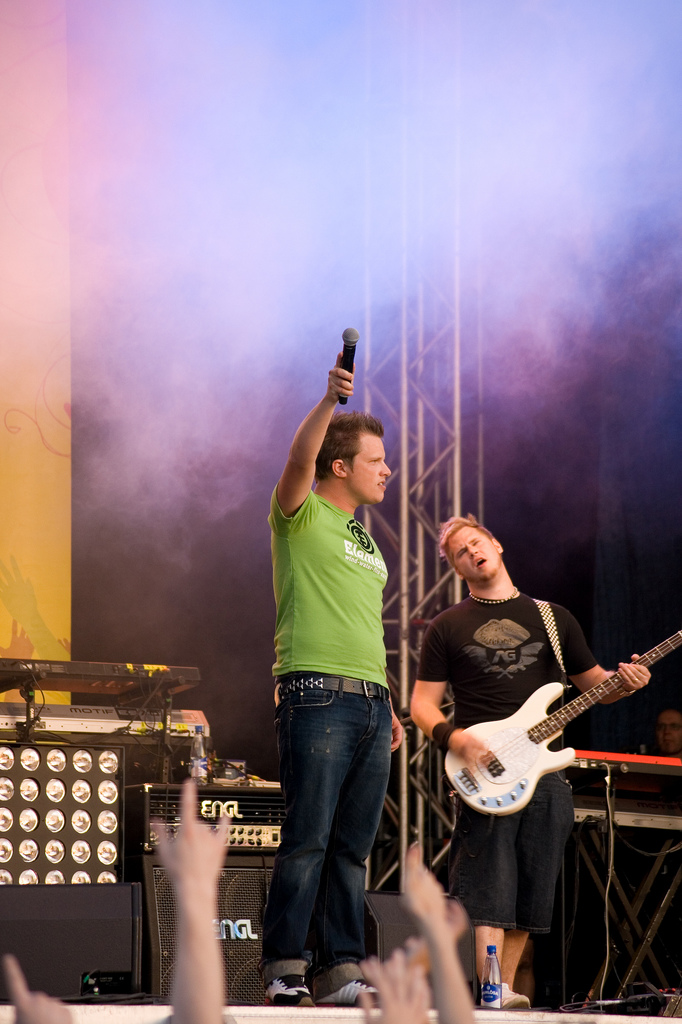
Takida

Takida — рок-группа из города Онге, Швеция. Название группы заимствовано от героя японского аниме «Nagareboshi Gin Gohei Takeda».

## История
Группа Takida была образована в 1999 году в городе Онге, Швеция. Своё название получила от Гохэя Такэды, персонажа японского аниме-сериала «Nagareboshi Gin».
В 2000 году ими было записано первое демо на песню «Old», а в 2005 Takida заключают контракт со шведским инди-лейблом Ninetone Records. Их первый сингл под названием «Losing» увидел свет в январе 2006 года, а уже в апреле этого же года состоялся релиз первого альбома «…Make You Breathe». Их второй альбом, «Bury the Lies», был выпущен в мае 2007. В этом же году песня «Curly Sue» возглавила хит-парад «Tracks» на радио «P3s», где оставалась на протяжении 10 недель. Песни «Handlake village» и «The Things We Owe» также возглавляли этот чарт.
После успеха альбома «Bury The Lies» Takida получили ряд предложений от крупных звукозаписывающих лейблов, но решили отказаться от всех предложений и записать альбом The Darker Instinct на собственном лейбле «Takida AB». Его релиз состоялся 2 сентября 2009 года.
18 августа 2009 года Takida объявили о заключении контракта с Roadrunner Records. Первым релизом на этом лейбле за пределами Скандинавии стал альбом «Bury The Lies», который вышел в Германии 2 октября.
Осенью 2009 года Takida выступали совместно с Theory of a Dead Man в ходе их четырех концертов в Германии, а также поддержали группу The Butterfly Effect во время тура по Германии зимой 2009 года. В это же время они совершили свой первый концертный тур в качестве хэдлайнеров в Швеции.
28 сентября 2012 года вышел их новый сингл «Swallow (Until You’re Gone)», первая песня со сборника хитов «A Lesson Learned — The Best Of», релиз которого состоялся в конце 2012 года. Альбом включает в себя два диска, первый из которых представляет собой сборник лучших треков группы, а второй предлагает лучшие треки Takida в новом исполнении.
7 января 2014 выходит новый трек с их нового альбома «All Turns Red»  под названием «One Lie». Сам альбом вышел 12 марта 2014 года.
22 апреля 2016 года вышел новый альбом «A Perfect World». Первым синглом с нового альбома стал трек «Better». Вторым синглом стал трек «Don’t Wait Up».
7 июня 2019 года на лейбле BMG появился альбом «Sju». Всего треклист включит 10 композиций.

## Участники
- Robert Petterson — вокал
- Tomas Wallin — гитара
- Mattias Larsson — гитара
- Fredrik Pålsson — бас-гитара
- Kristoffer Söderström — ударные
- Chris Rehn — клавишные, виолончель, скрипка

## Дискография
Студийные альбомы
- …Make You Breathe (2006)
- Bury the Lies (2007)
- The Darker Instinct (2009)
- The Burning Heart (2011)
- A Lesson Learned — The Best Of (2012)
- All Turns Red (2014)
- A Perfect World (2016)
- Sju (2019)
- Demo Days (2020)
- Falling From Fame (2021)
- The Agony Flame (2024)